# Trofim Denisovich Lysenko
Trofim Denisovich Lysenko (tiếng Nga: Трофи́м Дени́сович Лысе́нко, tiếng Ukraina: Трохим Денисович Лисенко, Trochym Denysovyč Lysenko; (29 tháng 9 [lịch cũ 17 tháng 9] năm 1898 – 20 tháng 11 năm 1976) là một nhà sinh học và nông học Liên Xô gốc Ukraine. Lysenko phản đối thuyết di truyền Mendel để ủng hộ thuyết lai hóa của nhà trồng trọt người Nga Ivan Vladimirovich Michurin, và chuyển chúng thành giả khoa học tạo dựng khái niệm thuyết Lysenko.
Các nghiên cứu của ông về nâng cao sản lượng vụ mùa được lãnh tụ Iosif Stalin ủng hộ, đặc biệt là sau nạn đói và hao hụt sản lượng sau tập thể hóa bắt buộc ở một vài vùng thuộc Liên Xô những năm đầu 1930. Năm 1940, ông trở thành giám đốc viện di truyền học trực thuộc Viện Hàn lâm khoa học Nga, và học thuyết phản Mendel được Liên Xô bảo vệ và đưa vào giáo dục với danh nghĩa bài học chính trị và sức mạnh. Những nhà khoa học bất đồng với thuyết Lysenko bị đuổi vào năm 1948.
Mặc dù những bài đăng của Lysenko được giữ tại Viện cho đến năm 1965, ảnh hưởng của ông đối với nông nghiệp Liên Xô đã giảm vào những năm 1950